# 達尼洛夫格勒市鎮
達尼洛夫格勒市鎮，是蒙特內哥羅的24個市镇之一，位於該國中部，行政中心为達尼洛夫格勒，面積501平方公里，2011年人口18,472，人口密度每平方公里37人。